# Gerben Budding
Gerben Budding (* 1987) ist ein niederländischer Organist und Dirigent.

## Biografie

### Ausbildung
Gerben Budding absolvierte seine Ausbildung am Utrechter Konservatorium. Dort erhielt er einen Bachelor- und Mastergrad im Hauptfach Orgel mit Improvisation (summa cum laude), einen Bachelor- und Mastergrad in Chorleitung (mit Auszeichnung) und eine Zulassung ersten Grades als Kirchenmusiker.

### Karriere
Im Jahr 2009 wurde Budding als Nachfolger von Jan Bonefaas zum Hauptorganisten der Großen Kirche in Gorinchem ernannt. 2018 erfolgte die Ernennung zum Hauptorganisten der Sint-Janskerk in Gouda mit ihrer Moreau-Orgel aus dem Jahr 1736.

### Repertoire
Buddings Repertoire umfasst alle Stilperioden. Er ist ein Förderer alter und zeitgenössischer niederländischer Orgelmusik. In diesem Rahmen hatte er eine Weltpremiere mit dem ersten integralen CD-Aufnahme (9 CDs) der Orgelwerke des niederländischen Komponisten Samuel de Lange jr.

## Preise
- 2013: 1. Preis Internationaler Orgelwettbewerb „Agati-Tronci“' in Pistoia (Italien)
- 2013: 2. Preis Internationaler Schnitger-Wettbewerb in Alkmaar (Niederlande)
- 2013: Litaize-Preis Internationaler César Franck-Wettbewerb in Haarlem (Niederlande)
- 2013: Publikumspreis Internationaler Improvisationswettbewerb in Düdelingen (Luxemburg)

## Diskografie (Auswahl)
- 2019: O nostre Dieu et Seigneur amiable. Hommage à Sweelinck. Orgelwerke von Daan Manneke.
- 2015: Sämtliche Orgelwerke von Samuel de Lange jr. (Weltpremiere)
- 2014: Litaize & Langlais. Arches – Œuvres Choisies pour Orgue.
- 2012: Bätz-Witte Anno 2012. Grote Kerk Gorinchem. Orgelwerke von Bach, Mendelssohn, Krebs und Franck.